# Quinn Cummings
Pour les articles homonymes, voir Cummings.
Quinn Cummings est une actrice américaine, née le 13 août 1967 à Los Angeles, Californie. 

## Biographie
Elle fut nommée à l'Oscar de la meilleure actrice dans un second rôle pour son rôle dans Adieu, je reste.

## Filmographie

### Cinéma
- 1977 : Annie Hall de Woody Allen
- 1977 : Adieu, je reste (The Goodbye Girl) de Herbert Ross : Lucy McFadden
- 1989 : Une chance pour tous (Listen to Me) de Douglas Day Stewart : Susan Hooper

### Télévision
- 1975 : Big Eddie (Série TV) : Ginger Smith
- 1976 : Jeremiah of Jacob's Neck (Téléfilm) : Tracy Rankin
- 1976 : L'homme qui valait trois milliards (The Six Million Dollar Man) (Série TV) : Elise
- 1977 : Night Terror (Téléfilm) : Nancy
- 1977 : Visions (Série TV) : Fille Bitsy
- 1977 : Sergent Anderson (Série TV) : Une petite fille
- 1977 : Intimate Strangers (Téléfilm) : Peggy Halston
- 1978 : Starsky et Hutch (Série TV) : Toni McDermott
- 1978-1980 : Family (Série TV) : Marcy Willis / Annie Cooper
- 1980 : The Babysitter (Série TV) : Tara Benedict
- 1981 : Darkroom (Série TV) : DiDi
- 1984 : Les Enquêtes de Remington Steele (Remington Steele) (Série TV) : 'Minor' Descoine
- 1985 : Hail to the Chief (Série TV) : Lucy Mansfield
- 1986 : La croisière s'amuse (The Love Boat) (Série TV) : Anny
- 1991 : Petite Fleur (Blossom) (Série TV) : Millie